# ماجد المطيري (لاعب كرة قدم مواليد 1999)
ماجد صامل المطيري (ولد في 19 أبريل 1999 ) لاعب كرة قدم سعودي و يلعب كلاعب وسط مع نادي الشعلة .